# Ariarates I
Ariarates I (gr. Ἀριαράθης, Ariaráthēs) (ur. ok. 405, zm. 322 p.n.e.) – satrapa Kapadocji w latach 350-333 p.n.e., władca Kapadocji od 331 p.n.e. do swej śmierci. Syn Ariaramnesa I, satrapy Kapadocji.
Ariarates I został wyróżniony przydomkiem „Filadelf” (Φιλάδελφος, Filádelfos) z powodu swej miłości braterskiej do brata Orofernesa. Obdarzył go najwyższymi godnościami. W r. 350 p.n.e. wysłał brata z wojskiem na pomoc suzerenowi, królowi perskiemu Artakserksesowi III Ochosowi w odzyskaniu Egiptu. Orofernes dzięki odwadze otrzymał od króla odznaczenia. Zmarł w ojczyźnie, zostawiając synów: Ariaratesa, przyszłego władcę, i Aryzesa.
W r. 333 p.n.e. Aleksander III Wielki, król Macedonii, zdobył Kapadocję podczas marszu na Persję i umieścił tam Sabiktosa (według Arriana) lub Sabistamenesa (według Kwintusa Kurcjusza Rufusa), jako jej gubernatora (strategos). W 331 r. Ariarates walczył w przegranej bitwie po stronie ostatniego króla perskiego Dariusza III Artaszaty przeciw Aleksandrowi Macedońskiemu pod Gaugamelą. Po bitwie jednak odzyskał władzę w Kapadocji. Po śmierci króla Aleksandra Ariarates ogłosił niezależność ojczyzny, a nawet rozszerzył kraj przez podbój Kataonii. Perdikkas, jeden z diadochów i faktyczny regent państwa, wyznaczył Eumenesa na nowego gubernatora Kapadocji. Ariarates odmawiając ustąpienia Eumenesowi, spowodował wojnę z Perdikkasem. Został w niej pokonany, wzięty jako więzień oraz ukrzyżowany w r. 322 p.n.e. Eumenes wtedy objął w posiadanie Kapadocję.
Ariarates I zmarł w wieku 82 lat. Zaadoptował Ariaratesa II Filopatora, najstarszego syna swego brata Orofernesa. Okupacja macedońska w Kapadocji trwała do r. 301 p.n.e., kiedy Ariarates II Filopator odzyskał kraj po bitwie pod Ipsos.